# Сплутаність свідомості
Сплутаність свідомості — це загальний функціональний розлад, при якому особа (пацієнт, постраждалий та інш.) не здатна мислити зі звичайною швидкістю і якістю. Характеризується порушенням орієнтації, уваги, неспання, мислення і пам'яті. Залежить від багатьох факторів, може бути одним з етапів розвитку сопору, ступору і коми або виходу з цих станів.
Особливий вид сплутаності свідомості — делірій, що характеризується гострим початком, дезорієнтацією, порушеннями відчуттів з ілюзіями і яскравими галюцинаціями, маніакальністю, підвищеною психомоторною активністю (збудження, неспокій), змінами функцій вегетативної нервової системи.

## Види
Сплутаність свідомості, це збірне поняття загальної медицини, яке має певний поділ у психіатрії:
- Делірій
- Онейроїд
- Аменція
- Сутінкове затьмарення свідомості
- Пароксизми

## Причини
- метаболічні порушення (гіпоксія, гіперкапнія, гіпоглікемія, гіпертермія, порушення осмолярності і кислотнолужної рівноваги);
- дія наркотичних анальгетиків та інших препаратів
- посттравматичні стани
- ураження нервової системи

## Лікування
Необхідні постійний нагляд за пацієнтом з порушенням свідомості з індивідуальним доглядом, ретельний контроль за кількістю введеної-виведеної рідини, осмолярністю плазми, електролітним балансом плазми, кислотнолужної рівноваги та газовим складом крові.
Лікування основного захворювання. Скасовують всі ліки, які могли б призвести до сплутаності свідомість (за умови, що скасування не погіршить стан). Застосовують аміназин, галоперидол, діазепам.
Відновлення сну — хлоралгідрат.
Ослаблення тривожного збудження — седативні препарати.
Застосування значних доз седативних препаратів, і особливо наркотичних засобів, може призвести до небезпечних порушень дихання та серцевої діяльності.